# Biała Podlaska

Biała Podlaskas vapen.

Biała Podlaska är en stad i Lublins vojvodskap i östra Polen. Biała Podlaska, som för första gången nämns i ett dokument från år 1481, hade 57 885 invånare år 2013.